# Филимонов, Георгий Юрьевич
Гео́ргий Ю́рьевич Филимо́нов (род. 23 февраля 1980, Томск) — российский государственный деятель. Губернатор Вологодской области с 26 сентября 2024 года (врио 31 октября 2023 — 26 сентября 2024).

## Биография

### Происхождение
Родился 23 февраля 1980 года в Томске. Через год семья переехала в Череповец (Вологодская область).
Отец — Юрий Ильич Филимонов (род. 1960), директор череповецкого Центра боевых искусств, заслуженный тренер РФ по кикбоксингу, бывший депутат Череповецкой городской думы. Тренировался вместе с Сергеем Кириенко, нынешним первым замглавы Администрации президента РФ.
Мать — Ирина Евгеньевна Филимонова, художественный руководитель и режиссёр Театра для детей и молодёжи Череповца.

### Государственная деятельность
В 2005—2009 годах занимал должность консультанта, затем советника в управлении по внешней политике Администрации президента Российской Федерации. С 2005 по 2006 год был сотрудником секретариата оргкомитета по подготовке и обеспечению председательства Российской Федерации в «Группе восьми».
С 2009 по 2014 год — заместитель генерального директора ЗАО «Согласие» по внешнеэкономическому сотрудничеству. 
Член Изборского клуба с 2016 года.
С 2017 года работал референтом в управлении Администрации президента Российской Федерации по внутренней политике.
В ноябре 2021 года был назначен на должность заместителя председателя Правительства Московской области.

## Губернатор Вологодской области
31 октября 2023 года назначен Владимиром Путиным временно исполняющим обязанности губернатора Вологодской области, сменив на этой должности Олега Кувшинникова. 
8 сентября 2024 года был избран губернатором Вологодской области на прямых выборах. За него проголосовали 62,30 % избирателей. Церемония инагурации прошла 26 сентября.
На посту губернатора Филимонов стал известен своими ультраконсервативными взглядами, скандальными и спорными инициативам, так он установил в Вологде памятник Иосифу Сталину, несмотря на 3000 собранных подписей против установки, запретил мигрантам приём на работу в строительной сфере, предложил ввести запрет абортов в области и развитие «акушерского туризма». После инаугурации Филимонов установил напротив Кирилло-Белозерского монастыря скульптуру языческого бога Велеса. Установка вызвала протест митрополита Вологодского и Кирилловского Саввы и общественности, через несколько дней скульптуру демонтировали.
Одна из самых нашумевших идей Георгия Филимонова — существенный запрет продажи алкоголя в Вологодской области. С 1 марта 2025 года по будням спиртное в магазинах продают лишь с 12 до 14 часов. Филимонов объяснил инициативу сокращением населения России.

## Спорт
С детства под руководством отца занимался единоборствами: спортивным ушу, кикбоксингом. В 1999 году завоевал золотую медаль на чемпионате мира по кикбоксингу в Каорле (Италия) по версии W.A.K.O. в категории «Musical Forms» (воображаемая борьба, в которой исполнитель использует приемы восточных единоборства под музыку), в 2001 году на аналогичном соревновании в Мариборе (Словения) занял третье место. Заслуженный мастер спорта России (2001).

## Образование и научная деятельность
В 2003 году окончил факультет гуманитарных и социальных наук Российского университета дружбы народов по специальности «международные отношения».
Доктор политических наук. В 2007 году в Институте США и Канады РАН защитил кандидатскую диссертацию по теме «Внешняя культурная политика США как компонент „мягкой силы“». В 2013 году в Дипломатической академии МИД России защитил докторскую диссертацию по теме «Роль „мягкой силы“ во внешней политике США».
С ноября 2009 года — доцент кафедры теории и истории международных отношений Российского университета дружбы народов (РУДН).
С января 2011 года — заместитель заведующего кафедрой теории и истории международных отношений РУДН.
В 2014—2017 годах был директором Института стратегических исследований и прогнозов РУДН, профессором кафедры теории и истории международных отношений.
Владеет английским, французским и испанским языками.

## Личная жизнь
В одном из интервью сообщил, что имеет сакральное имя, данное в соответствии со «славянской дохристианской традицией», которое скрывается от окружающих.
Женат. Супруга Ирина родом из Череповца. Профессионально занималась спортивными бальными танцами. 
Дочери Велеслава и Ладослава.